# Metalamia cuprea
Metalamia cuprea là một loài bọ cánh cứng trong họ Cerambycidae.